# 安东尼·洛夫里奇
安东尼·洛夫里奇（英語：Anthony Lovrich，1961年12月5日—），澳大利亚男子赛艇运动员。他曾代表澳大利亚参加1984年夏季奥林匹克运动会赛艇比赛，获得男子四人双桨银牌。